# Ove Sundberg
Ove Sundberg är en rollfigur från den svenska dramakomediserien Solsidan. Han är en av seriens huvudfigurer. Ove spelas av Henrik Dorsin och gjorde sin första medverkan i tv-serien Solsidan som sändes i TV4, våren 2010. Han har varit med i de flesta avsnitt som sänts därefter.
Ove är gift med Anette Sundberg, som spelas av Malin Cederbladh och tillsammans har de dottern Marielle och sonen Lill-Mauritz. Ove är Alexander Löfströms snåla granne och gamla jobbiga barndomskompis och är chef för "Svensk kontorshygien AB". I TV-serien Kontoret, som är en re-make av brittiska The Office och en spin-off till Solsidan, får man följa hans arbetstid.

## Biografi

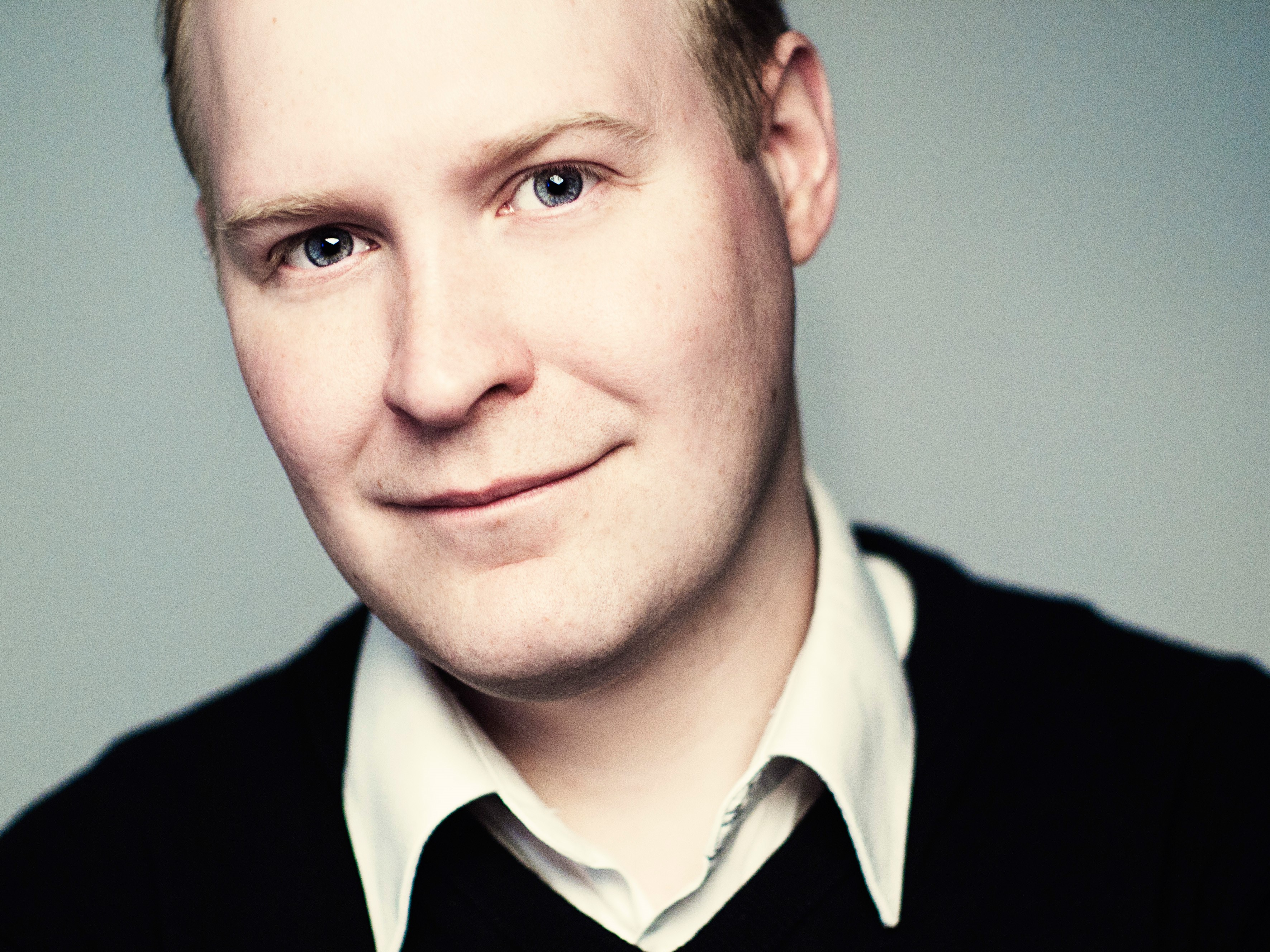
Henrik Dorsin spelar Ove Sundberg.

Ove Sundberg är jämngammal barndomskompis till Alex och anses vara snålast, tråkigast och mest påfrestande av alla i Solsidan. Han vill alltid låna saker som han aldrig lämnar tillbaka förutom när de har gått sönder. Nu när Alex flyttat hem igen vill Ove återuppta kontakten – Alex är helt ointresserad av detta. Ove saknar självdistans, har inga sociala spärrar och åker snålskjuts på andras liv, både ekonomiskt och socialt.
Ove bor i Solsidan tillsammans med sin likasinnade fru Anette och deras dotter Marielle. När Anette och Ove skall fira Marielles ettårsdag ställer de till med kalas men tvingar alla gästerna att betala för maten genom att ta in kollekt. När det senare visar sig att Ove inte kan bli pappa fler gånger, låter Anette inseminera sig med spermier från Mauritz Schiller, far till Fredrik Schiller som därmed blir halvbror till deras son Lill-Mauritz.
I avsnittet "Alex hatar Ove", från den första säsongen, blir Alex provocerad av Ove på en mängd olika sätt. Alex säger då att han aldrig vill träffa honom mer, för att han är jobbig och snål. Han inser dock snart att han behöver ta tillbaka uttalandet då Alex mamma vill klättra förbi kön i den golfklubb där Ove Sundberg är styrelseordförande. Därför bjuder han Ove och Anette på brunch och middag, samt lovar att fira både midsommar och nyår med dem - för att sedan få veta att allt detta var förgäves: Ove är inte längre ordförande i golfklubben. 

## Skapande
Enligt Felix Herngren, som har skapat Solsidan, är rollfiguren Ove baserad på en verklig person. Herngren säger i en intervju med Dagens Nyheter: "… de har börjat som riktiga personer som det pratats om. Men så har vi lagt till egenskaper. De vet inte om det, särskilt inte han som är Ove. Det skulle bli jobbigt."
Henrik Dorsins medspelare i Solsidan, Josephine Bornebusch, har kommenterat Ove så här: "Ove har väldigt låg status bland de som han tror är hans vänner. Men eftersom han har en social skruv som inte bara är lös utan borta så får han sin vilja igenom."